# ももいろそらを
『ももいろそらを』は、小林啓一監督の日本映画。2011年製作、2012年1月12日公開。2011年、第24回東京国際映画祭「日本映画・ある視点」部門最優秀作品賞、第50回ヒホン国際映画祭グランプリ、第28回高崎映画祭新進監督グランプリを受賞している。

## キャスト
- 川島いづみ：池田愛
- 小野蓮実：小篠恵奈
- 黛薫：藤原令子
- 佐藤光輝：高山翼
- 麻衣：西田麻衣
- 花屋店主：渡洋史
- 印刷屋のオヤジ：桃月庵白酒

## スタッフ
- 監督・脚本：小林啓一
- プロデューサー：原田博志
- 題字：土屋浄
- 製作担当：松嶋翔
- 録音：日高成幸
- マネージメント：宮崎紀彦

## 出品映画祭
- 第24回東京国際映画祭 日本映画・ある視点部門
- サンダンス映画祭2012 ワールドドラマティック部門
- 第41回ロッテルダム国際映画祭 ブライト・フューチャー部門
- 第7回大阪アジアン映画祭 特別招待作品
- 第36回香港国際映画祭 ヤングシネマコンペティション部門
- 第13回全州国際映画祭 インターナショナルコンペティション部門
- 台北映画祭 ニュータレントパノラマ部門
- 2012フェスト国際映画祭
- 第12回Nippon Connection ニッポンビジョン部門
- 第13回ジャパンフイルムフェスト ハンブルク
- ロサンゼルスアジア太平洋映画祭 長編部門
- シンガポール日本映画祭
- ジャパンカッツ映画祭
- レインダンス映画祭 長編部門
- 第1回ドゥーホック国際映画祭 長編部門
- 第36回サンパウロ国際映画祭
- 第1回コカトゥアイランド映画祭
- 第50回ヒホン国際映画祭
- 函館港イルミナシオン映画祭
- 第28回高崎映画祭

## 主な受賞歴
- 第24回東京国際映画祭 日本映画・ある視点部門 最優秀作品賞[1]
- 第50回ヒホン国際映画祭 コンペティション部門 グランプリ[2]
- 第28回高崎映画祭 新進監督グランプリ[3]